# La Décade philosophique
La Décade philosophique, littéraire et politique, est une revue crée, le 10 floréal an II (29 avril 1794), par Pierre-Louis Ginguené, paraissant tous les dix jours, en un cahier de 4 feuilles in-8º. Devenue Revue philosophique, littéraire et politique, le 10 vendémiaire an XIII (2 octobre 1804), elle a cessé définitivement de paraitre le 21 septembre 1807.

## Format
Comme l’indique son titre, la Décade paraissait à raison de trois numéros par mois ou trente-six numéros par an, divisés en quatre trimestres, à l’exception de la première année qui n’a que quinze numéros et de la dernière (1807), qui s’arrête au no 27.

## Ligne éditoriale
La création de la Décade est fondée sur le constat, par Ginguené, que la plupart des journaux, grands et petits, qui paraissaient durant la Terreur, étaient beaucoup moins variés comme fonds que comme titres. Tous fournissaient au public à peu près de la même manière la même information sur l’actualité et la politique. Seules la taille différait. Ces deux importants sujets d’actualité ne laissaient aucune place à la littérature ou aux arts. L’objectif éditorial poursuivi par son fondateur était de combler ces lacunes de la presse révolutionnaire en traitant, dans la Décade, de philosophie, de sciences naturelles, d’économie politique, de lettres, de beaux-arts et d’arts mécaniques. Rédigée en grande partie par Ginguené, secondé par une société de républicains modérés, la Décade traite de philosophie, où on continue Locke, Condillac et Condorcet ; d’économie politique, de littérature, surtout de littérature allemande, anglaise et italienne, de satire sociale.

## Ligne politique
La ligne politique de la Décade, fondée sous la Terreur, a suivi l’opinion de la majorité à la Convention, c’est-à-dire du parti au pouvoir. La ligne politique de la Décade, fondée sous la Terreur, a suivi l’opinion de la majorité à la Convention, c’est-à-dire du parti au pouvoir. Membre de la Société des Amis des Noirs et abolitionniste de longue date, Ginguené fait de la Décade un laboratoire d’idées sur certaines questions, notamment la nouvelle situation coloniale héritée de l’abolition. La régénération des colonies modernes est encouragée notamment par le soutien à la création de l’Institution nationale des colonies, destinée à consolider les institutions républicaines par l’instruction publique. Le ministre de la Marine et des colonies Laurent Truguet, sous l’égide duquel a été créée l’Institution, était très proche des thèses développées par la Décade. Une fois Napoléon, un temps soutenu par les Idéologues, séduits par les prétentions intellectuelles du général, si différent des autres militaires, la Décade dont le propre rédacteur en chef Ginguené a été nommé, un temps, au Tribunat, sera dans l’opposition face au Moniteur universel, organe officiel du régime.

## Rédaction
Il est difficile de connaitre exactement les premiers collaborateurs de la Décade, car les articles, sauf quelques poésies, ne commencent à être signés qu’après la chute de Robespierre, le 9 Thermidor, et encore ne le sont-ils que partiellement, très timidement et à l’aide de quelques initiales. Journaliste phare de la Décade, son fondateur, Ginguené est considéré comme ayant le plus contribué au succès et à la durée de cette publication par la multitude d’extraits et d’articles de littérature et de philosophie, généralement signés de la lettre G,.
Parmi les collaborateurs de la Décade, l’on a identifié François Andrieux,, qui y composait des contes, qui frondaient les travers du siècle. Amaury Duval,, qui signait « Polyscope », traitait de l’histoire ancienne et l’archéologie. L’économiste Jean-Baptiste Say s’occupait de l’économie politique et son fils, également économiste, Horace Say, de la politique intérieure. Le géographe La Renaudière parlait des ouvrages historiques et géographiques. Le secrétaire perpétuel de l’Académie des inscriptions et belles-lettres, Joachim Lebreton traitait les dossiers relatifs à la rubrique des beaux-arts,.
L’historien, philologue et critique Claude Fauriel a publié, dans la Décade, des articles sur les De la littérature considérée dans ses rapports avec les institutions sociales de Germaine de Staël (1800), à la suite desquels il a entretenu une amitié intime avec elle. Le mécène et artiste danois Bruun de Neergaard y a publié Sur la situation des beaux-arts en France, ou Lettres d’un Danois à son ami. Le dramaturge La Chabeaussière y rendait compte de l’actualité du théâtre sous la signature L. C.. Louis-Germain Petitain, donnait sous la signature G. P., des comptes-rendus du Code civil.
En 1804, le dramaturge et critique littéraire Louis-Simon Auger a intégré la rédaction de la Décade philosophique, où ses articles, signés d’un O, se faisaient remarquer par une critique franche, incisive et spirituelle. Le poète et administrateur Vieilh de Boisjolin, qui écrivait sous la signature V. B., et remplacera Ginguené à la rédaction, lors de sa mission d’ambassadeur à la cour de Turin, était à la rubrique politique. Le bibliographe Antoine-Alexandre Barbier y a, entre autres, réfuté La Harpe. Le bibliothécaire du Museum d’histoire naturelle Georges Toscan (d) y a publié des articles de zoologie et de botanique, dont un sur Linné. Le kantien Charles Théremin traitait, sous les initiales C. T., de politique extérieure et de la condition féminine. Le bibliographe Gabriel Peignot y a publié une Épitre au Grand Turc.
Le bibliographe Adrien-Jean-Quentin Beuchot a publié, sous la signature A.-J.-Q.-B., de 1796 à 1807, plusieurs articles, dont des nécrologies. Le théophilanthrope Publicola Chaussard a publié, dans la Décade, quatre articles sur le Salon ainsi que sur la politique. L’économiste Dupont de Nemours a publié plusieurs mémoires dans la Décade :17. L’archiviste fondateur des archives nationales Armand-Gaston Camus, ainsi que le prolifique historien local fondateur des Affiches du Poitou, René Alexis Jouyneau des Loges y sont intervenu.
La Décade a publié, en outre, des lettres et d’autres fragments, jusqu’alors inédits, de Diderot, de Rousseau, de Voltaire et de divers écrivains des deux derniers siècles.

## Fusion avec leMercure
En tête de son numéro du 20 brumaire an VIII (11 novembre 1799), la Décade annonçait sa fusion avec le Mercure de France de Cailleau, et qu’elle servirait seule les abonnés des deux journaux, mais cette fusion semble avoir été tout à fait éphémère, puisque le Mercure, interrompu au mois de septembre 1799, n’a reparu qu’en mai 1800.
Les articles littéraire et philosophiques de Ginguené à la Décade l’avaient placé au rang des critiques les plus judicieux de son époque,. La Décade, devenue la Revue, restait le seul refuge de l’opposition républicaine qui, bien que très modérée, importunait encore Napoléon. Huit ans plus tard, racheté par Fontanes, avec l’approbation de Lucien Bonaparte, le Mercure de tendance néo-monarchique antirévolutionnaire, végète tandis que le Moniteur universel suscite peu d’intérêt parmi le public. La Décade, républicaine anticatholique, plus proche des Idéologues, avait plus d’influence. Napoléon insistant sur une fusion des deux titres, un avis inséré en tête du numéro du 4 octobre 1807 a annoncé que « la Décade se réunissait au Mercure, dont le nom avait été conservé comme le plus ancien ». Un prospectus, qui faisait ressortir les avantages de cette fusion « pour laquelle on n’avait consulté que l’intérêt des lettres », ajoutait : « Le Mercure de France, interrompu en 1793, fut continué quelques mois après par le journal connu aujourd’hui sous le nom de Revue littéraire ». Tourneux se demande pourquoi, le Mercure ayant déplu à l’Empereur, c’est l’ancienne Décade philosophique qui a disparu, mais Byrnes note que Chateaubriand et l’équipe du Mercure refusant de coopérer avec le pouvoir, c’est l’idéologie de la Décade qui, même affaiblie, qui a prédominé au sein du nouveau Mercure,.

## Recueil
Sur les treize années et demie d’existence que compte La Décade philosophique, littéraire et politique, sa collection, distribuée en 4 volumes par an, un par saison républicaine, forme 54 volumes in-8º, présentant un tableau complet de l’histoire scientifique, littéraire et politique française, pendant cette période. Tous les volumes sont pourvus d’une table des matières. Quelques-uns d’entre eux renferment des planches gravées d’après des objets d’art ou d’histoire naturelle et plusieurs morceaux de musique.

## Jugements
« Parmi la foule innombrable de journaux et de revues enfantés par le régime révolutionnaire, je ne trouve pas de publication plus intéressante à étudier que la Décade. »

— Petit de Julleville

« Elle fut comme la résurrection du goût et des principes en littérature, en morale et en politique. »

— Eugène Hatin